# Geetbets
Geetbets là một đô thị ở tỉnh Vlaams-Brabant. Đô thị này bao gồm các thị xã Geetbets, Grazen và Rummen. Tại thời điểm ngày 1 tháng 1 năm 2006 Geetbets có tổng dân số 5.765 người. Tổng diện tích là 35,17 km² với mật độ dân số là 164 người trên mỗi km².

## Người địa phương nổi tiếng
Jane Brigode, nhà chính trị Bỉ.